# Dokkene
Die Dokkene (norwegisch für Hafenanlagen) sind zwei Nebenbuchten am Ostufer der Lützow-Holm-Bucht an der Prinz-Harald-Küste des ostantarktischen Königin-Maud-Lands. Sie liegen westlich der Bucht Hamna auf der Westseite der Hügelkette Langhovde.
Norwegische Kartografen, die sie auch benannten, kartierten die Bucht anhand von Luftaufnahmen, die bei der Lars-Christensen-Expedition 1936/37 entstanden.